# Platja de l'Agraciada
La platja de l'Agraciada o Arenal Grande (castellà, Playa de la Agraciada) és un sorral estret i baix sobre el riu Uruguai, de 13 quilòmetres d'extensió, situat a Agraciada, dins el departament de Soriano.
En aquest lloc va desembarcar, el 19 d'abril de 1825, l'expedició militar dels trenta-tres orientals, encapçalada per Juan Antonio Lavalleja i Manuel Oribe, amb l'objectiu d'expulsar l'exèrcit imperial brasiler que ocupava la Província Oriental del Riu de la Plata, també coneguda com a Província Cisplatina.